# کومپیتا
کومپیتا (به اسپانیایی: Cómpeta) یک دهستان اسپانیا است که در استان مالاگا واقع شده‌است.

## خصوصیات
کومپیتا ۵۴٫۷ کیلومترمربع مساحت و ۳٬۸۳۲ نفر جمعیت دارد و ۶۳۶ متر بالاتر از سطح دریا واقع شده‌است.

## نگارخانه

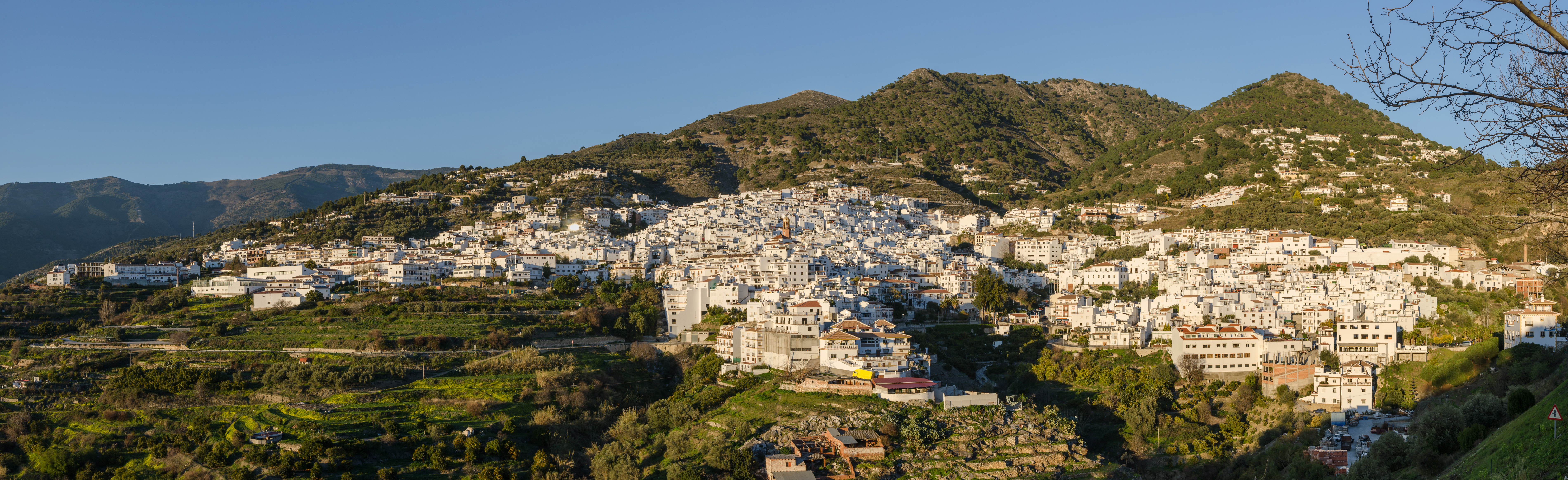